# Фернандес Вильяверде, Раймундо
Райму́ндо Ферна́ндес Вильяве́рде и Гарси́я дель Риве́ро (исп. Raimundo Fernández Villaverde y García del Rivero; 20 января 1848, Мадрид — 15 июля 1905, там же) — испанский государственный деятель, председатель правительства Испании (1903 и 1905).

## Биография
Окончил Институт Сан-Исидро и затем в 1859 г. юридический факультет Мадридского университета Комплутенсе. Получив докторскую степень по коммерческому праву и бюджетному праву, он был вскоре назначен доцентом этого высшего учебного заведения.
В 1877 г. был назначен главой местной администрации, а с 1878 по 1880 г. возглавлял Специальное управления государственной администрации.
Его политическая карьера началась в августе 1872 г., когда он был избран депутатом в Конгресс депутатов от Консервативной партии, в составе нижней палаты парламента он оставался до конца жизни. В 1875—1877 гг. был городским советником Мадрида.
- 1880—1881 гг. — заместитель министра казначейства,
- 1884—1885 гг. — гражданский губернатор Мадрида,
- июль-ноябрь 1885 г. — министр внутренних дел, на этом посту важно задачей стала защита от вспыхнувших беспорядков розничных торговцев, недовольных решениями правительства в их отношении,
- 1890—1891 гг. — министр юстиции,
- июнь-ноябрь 1892 г. — министр внутренних дел,
- 1897 г. — после убийства Антонио Кановаса баллотировался на пост лидера Консервативной, но проиграл Франсиско Сильвеле,
- 1899—1900 гг. — министр казначейства,
- 1899—1900 гг. — министр по делам колоний,
- 1902—1903 гг. — министр казначейства.

В 1900—1901 и 1903 гг. избирался председателем Конгресса депутатов.
В июле-декабре 1903 и январе-июне 1905 г. — председатель правительства Испании. Ушел в отставку после неудачной попытки распустить парламент, отклоненную Сенатом. Вскоре после этого скончался.
В апреле 1888 г. он был избран членом Королевской академии моральных и политических наук, а в 1898 г. — членом Королевской академии.